# Crambus dedalus
Crambus dedalus là một loài bướm đêm trong họ Crambidae.